# Sind
Sindh (urdujsko  سندھ‎, sindsko سنڌ‎, zgodovinsko romanizirano kot Sind) je provinca Pakistana. Sind, ki je v jugovzhodni regiji države, je tretja največja pakistanska provinca po površini in druga največja provinca po številu prebivalcev za Pandžabom. Meji na pakistanski provinci Beludžstan na zahodu in severozahodu ter Pandžab na severu. Ima mednarodno mejo z indijskima državama Gudžarat in Radžasthan na vzhodu; na jugu jo omejuje tudi Arabsko morje. Pokrajino Sinda sestavljajo večinoma aluvialne ravnine, ki obdajajo reko Ind, puščavo Thar v vzhodnem delu province ob mednarodni meji z Indijo in gorovje Kirthar v zahodnem delu province.
Gospodarstvo Sinda je drugo največje v Pakistanu za provinco Pandžab; glavno mesto province Karači je najbolj naseljeno mesto v državi, pa tudi njeno glavno finančno središče. Sind je dom velikega dela pakistanskega industrijskega sektorja in vključuje dve najbolj obremenjeni komercialni pristanišči v državi: pristanišče Kasim in pristanišče Karači. Preostanek Sinda sestavlja gospodarstvo, ki temelji na kmetijstvu in proizvaja sadje, potrošniške izdelke in zelenjavo za druge dele države.
Sind se včasih imenuje Bab-ul Islam (v prevodu 'Vrata islama'), saj je bila ena prvih regij Idijske podceline, ki je padla pod islamsko oblast. Pokrajina je znana po svoji posebni kulturi, na katero močno vpliva sufistični islam, pomemben označevalec identitete Sindov tako za hindujce kot muslimane. Sind je znan po svoji zgodovini v bronasti dobi pod civilizacijo doline Inda in je dom dveh območij svetovne dediščine, ki jih je Unesco uvrstil na seznam svetovne dediščine: nekropola Makli in Mohendžo-daro.

## Etimologija
Grki, ki so leta 325 pr. n. št. pod poveljstvom Aleksandra Velikega osvojili Sind, so reko Ind imenovali Indós, torej današnji Ind. Stari Iranci so vse, kar je vzhodno od reke Ind, imenovali hind. Beseda Sind je perzijska izpeljanka sanskrtskega izraza Sindhu, kar pomeni 'reka', sklicevanje na reko Ind.
Southworth predlaga, da ime Sindhu izhaja iz Cintu, dravidske besede za datljevo palmo, drevo, ki ga običajno najdemo v Sindu.
Prejšnje črkovanje Sind (iz perzo-arabskega سند) je bilo ukinjeno leta 1988 s spremembo, sprejeto v skupščini Sinda, in ime se zdaj piše Sindh.

## Zgodovina

### Antika
Sindh in okoliška območja vsebujejo ruševine Indske civilizacije. Obstajajo ostanki tisoč let starih mest in struktur, pri čemer je pomemben primer Mohendžo-daro. Zgrajena okoli leta 2500 pr. n. št. je bila ena največjih naselbin starodavne Indske civilizacije, z značilnostmi, kot so standardiziranae opeka, ulična mreža in pokrit kanalizacijski sistem. Bilo je eno najzgodnejših večjih mest na svetu, sočasno s civilizacijami Starega Egipta, Mezopotamije, minojske Krete in Caral-Supeja. Mohendžo-daro je bil opuščen v 19. stoletju pr. n. št., ko je Indska civilizacija nazadovala, mesto pa so ponovno odkrili šele v 1920-ih. Na lokaciji mesta, ki je bilo leta 1980 vpisano na Unescov seznam svetovne dediščine, so bila od takrat opravljena obsežna izkopavanja. Najdišču trenutno grozi erozija in neustrezna obnova. Postopno izsušitev regije v 3. tisočletju pr. n. št. je bila morda prva spodbuda za njeno urbanizacijo. Sčasoma je dovolj zmanjšala tudi oskrbo z vodo, da je povzročila propad civilizacije in razpršila njeno prebivalstvo proti vzhodu.
V bronasti dobi je bilo ozemlje Sindha znano kot Sindhu-Sauvīra, pokrivalo je spodnjo dolino Inda, njegova južna meja je bil Indijski ocean, severna meja pa Pandžāb okoli Multana. Prestolnica Sindhu-Sauvīra se je imenovala Roruka in Vītabhaja ali Vītībhaja in ustreza srednjeveškemu Arohṛ in današnjemu Rohṛī. Ahemenidi so osvojili regijo in ustanovili Hinduško satrapijo. Ozemlje je morda ustrezalo območju, ki pokriva spodnje in osrednje porečje Inda (današnje regije Sindh in južni Pandžab v Pakistanu). Druga možnost je, da nekateri avtorji menijo, da je bil Hinduš morda na območju Pandžaba. Ta območja so ostala pod perzijskim nadzorom do invazije Aleksandra.
Aleksander je za nekaj let osvojil dele Sinda za Pandžabom in za guvernerja imenoval svojega generala Peithona. Zgradil je pristanišče v mestu Patala v Sindu. Čandragupta Maurija se je bojeval z Aleksandrovim naslednikom na vzhodu, Selevkom I. Nikatorjem, ko je slednji vdrl. V mirovni pogodbi je Selevk odstopil vsa ozemlja zahodno od reke Ind in ponudil poroko, vključno z delom Baktrije, Čandragupta pa je Selevku podelil 500 slonov.
Po stoletju maurijske vladavine, ki se je končala leta 180 pr. n. št., je regija prišla pod Indo-Grke, ki so jim sledili Indo-Skiti, ki so vladali s prestolnico v Minngari. Kasneje so sasanidski vladarji iz vladavine Šapurja I. zahtevali nadzor nad območjem Sindha v svojih napisih, znanih kot Hind.
Lokalna dinastija Rai je izšla iz Sinda in vladala 144 let, sočasno z vdori Hunov v Severno Indijo. Aror je veljal za glavno mesto. Brahmanska dinastija Sindh je nasledila dinastijo Rai. Večina informacij o njenem obstoju izhaja iz Čač Nama, zgodovinskega poročila o dinastiji Čač-Brahmin. Po padcu imperija leta 712, so člani njegove dinastije še vedno upravljali dele Sinda pod kalifatsko provinco Sind Omajadskega kalifata.

### Srednji vek
Po smrti islamskega preroka Mohameda je arabska ekspanzija proti vzhodu dosegla regijo Sindh onstran Perzije. Povezava med Sindhom in islamom je bila vzpostavljena z začetnimi muslimanskimi vdori v obdobju Rašidunskega kalifata. Al-Hakim ibn Džabalah al-Abdi, ki je leta 649 n. št. napadel Makran, je bil prvi privrženec Alija ibn Abu Taliba. Med Alijevim kalifatom so številni Jati iz Sinda prišli pod vpliv šiitizma in nekateri so celo sodelovali v bitki pri Camelu in umrli v boju za Alija. Pod Omajadi (661–750 n. št.) so številni šiiti iskali zatočišče v regiji Sindh, da bi živeli v relativnem miru na oddaljenem območju. Zijad Hindi je eden od teh beguncev. Prvi spopad s hindujskimi kralji Sinda se je zgodil leta 636 (15 po Hidžri) pod kalifom Omarjem ibn al-Khatabom z guvernerjem Bahrajna, Uthmanom ibn Abu-al-Aasom, ki je poslal pomorske ekspedicije proti Thanu, Bharuču in Debalu. Al-Baladhuri navaja, da so zmagali pri Debalu, vendar ne omenja rezultatov drugih dveh napadov. Vendar pa Čač Nama navaja, da je bil v napadu na Debal poražen in da je njegov guverner ubil vodjo napadov. Te napade naj bi sprožil kasnejši piratski napad na Omajadske ladje. Baladhuri dodaja, da je to ustavilo vse nadaljnje vdore do vladavine Osmanov.
Leta 712 je Mohamed Bin Kasim premagal brahmansko dinastijo in jo priključil Omajadskemu kalifatu. To je pomenilo začetek islama na Indijski podcelini. Dinastija Habari je vladala večjemu delu Velikega Sinda kot napol neodvisen emirat od leta 854 do 1024. Začenši z vladavino Omarja bin Abdul Aziza al-Habarija leta 854 n. št. je regija leta 861 postala napol neodvisna od Abasidskega kalifata, medtem ko še naprej nominalno obljublja zvestobo abasidskemu kalifu v Bagdad. Habari so vladali Sindu, dokler jih leta 1026 ni premagal sultan Mahmud Ghaznavi, ki je nato uničil staro Habarijevo prestolnico Mansuro in regijo priključil Gaznavidskemu imperiju, s čimer je končal arabsko vladavino Sindha.
Dinastija Soomra je bila lokalna sindhi muslimanska dinastija, ki je vladala med zgodnjim 11. stoletjem in 14. stoletjem. Poznejši kronisti, kot sta Ali ibn al-Athir (okoli poznega 12. st.) in Ibn Khaldun (okoli poznega 14. st.), so pripisali padec Habaridov Mahmudu iz Ghaznija, kar je potrdilo argument, da je bil Hafif zadnji Habarid. Zdi se, da so se Somri uveljavili kot regionalna sila v tem vakuumu moči. Ghuridi in Ghaznavidi so še naprej vladali delom Sinda v 11. in zgodnjem 12. stoletju skupaj s Somrusom. Natančne razmejitve še niso znane, vendar so bili Somri verjetno osredotočeni na spodnji Sindh. Nekateri od njih so bili privrženci ismailizma. Eden od njihovih kraljev Šimudin Čamisar se je podredil Iltutmišu, delhijskemu sultanu, in mu je bilo dovoljeno, da ostane vazal.
Samms je kmalu po letu 1335 strmoglavil Somre in ustanovil sultanat Sindh. Zadnji vladar Somre se je zatekel k guvernerju Gudžarata pod zaščito Mohameda bin Tughluka, sultana v Delhiju. Mohamed bin Tughlak je leta 1351 izvedel odpravo proti Sindu in umrl v Sondhi, verjetno v poskusu obnovitve Somrov. S tem so se Sami osamosvojili. Naslednji sultan Firuz Šah Tughlak je leta 1365 in 1367 neuspešno napadel Sind, vendar je z okrepitvami iz Delhija kasneje dosegel Banbhinijovo predajo. Za nekaj časa so bili Samasi spet podvrženi Delhiju. Kasneje, ko je Sultanat Delhi propadel, so postali popolnoma neodvisni. Džam Unar je bil ustanovitelj dinastije Sama, ki jo omenja Ibn Batuta. Civilizacija Sama je pomembno prispevala k razvoju indo-islamskega arhitekturnega sloga. Thatta je znana po svoji nekropoli, ki pokriva 10 kvadratnih kilometrov na hribu Makli. V Sindu je pustil pečat z veličastnimi strukturami, vključno z nekropolo Makli svojih kraljev v Thatti. Kasneje so jih strmoglavili turški Arguni v poznem 15. stoletju.

### Moderna doba
V poznem 16. stoletju je Sind pripeljal v Mogulsko cesarstvo Akbar, sam rojen v kraljestvu Radžputana v Umerkotu v Sindu. Mogulska vladavina iz glavnega mesta province Thatta naj bi trajala v spodnjem Sindu do zgodnjega 18. stoletja, medtem ko je zgornjemu Sindu vladala avtohtona dinastija Kalhora, ki je utrdila svojo oblast iz glavnega mesta Khudabad, preden se je od leta 1768 preselila v Hiderabad.
Talpurji so nasledili Kalhore in ustanovile so se štiri veje dinastije. Ena je vladala spodnjemu Sindu iz mesta Hiderabad, druga je vladala zgornjemu Sindu iz mesta Khairpur, tretja je vladala okoli vzhodnega mesta Mirpur Khas, četrta pa je imela sedež v Tando Mohamed Kan. Bili so etnično Balohi in večino svoje vladavine podrejeni cesarstvu Durrani in so mu bili prisiljeni plačevati davek.
Vladali so od leta 1783 do leta 1843, ko so jih Britanci porazili v bitki pri Mianiju in Dubbu. Severna veja Khairpur dinastije Talpur pa je še naprej ohranjala določeno stopnjo suverenosti med britansko vladavino kot knežja država Khairpur, katere vladar se je oktobra 1947 kot avtonomna regija odločil pridružiti novemu Pakistanu kot avtonomna regija, preden je leta 1955 popolnoma združena z Zahodnim Pakistanom.

#### Britanska Indija
Britanci so osvojili Sindh leta 1843. General Charles Napier naj bi poročal o zmagi generalnemu guvernerju z enobesednim telegramom, in sicer Peccavi – ali 'grešil sem' (latinsko). Britanci so imeli pri svoji vladavini nad Sindom dva cilja: utrditi britansko vladavino in uporabiti Sind kot trg za britanske izdelke ter vir prihodkov in surovin. Z vzpostavljeno ustrezno infrastrukturo so Britanci upali, da bodo Sindh izkoristili za njegov gospodarski potencial. Britanci so Sindh nekaj let pozneje po priključitvi vključili v Bombajsko predsedstvo. Oddaljenost od glavnega mesta province, Bombaja, je povzročila pritožbe, da je bil Sindh zapostavljen v nasprotju z drugimi deli predsedstva. Občasno so razmišljali o združitvi Sindha s provinco Pandžab, vendar so ga zavrnili zaradi britanskega nestrinjanja in nasprotovanja Sindhijev, tako s strani muslimanov kot hindujcev, da bi bili priključeni Pandžabu.
Kasneje je rasla želja po ločenem upravnem statusu za Sindh. Na letnem zasedanju Indijskega nacionalnega kongresa leta 1913 je Sindhi Hinduj predstavil zahtevo po ločitvi Sindha od predsedstva Bombaja na podlagi edinstvenega kulturnega značaja Sindha. To je odražalo željo večinoma hindujskega trgovskega razreda Sindha, da se osvobodi tekmovanja s poslovnimi interesi močnejšega Bombaja. Medtem je sindsko politiko v 1920-ih zaznamoval vse večji pomen Karačija in kalifatskega gibanja. Številni sindski piri, potomci sufijskih svetnikov, ki so se spreobrnili v Sindu, so se pridružili kalifatskemu gibanju, ki je propagiralo zaščito Osmanskega kalifata, tisti piri, ki se niso pridružili gibanju, pa so opazili upad svojih privržencev. Piri so ustvarili veliko podporo kalifatu v Sindu. Sind je pristal na čelu kalifatskega gibanja.
Čeprav je Sindh imel čistejši zapis skupne harmonije kot drugi deli Indije, sta muslimanska elita province in nastajajoči muslimanski srednji razred zahtevala ločitev Sindha od predsedstva Bombaja kot zaščito za svoje interese. V tej kampanji so lokalni sindhi muslimani identificirali 'hindujca' z Bombajem namesto s Sindhom. Sindhi hindujci so veljali za zastopnike interesov Bombaja namesto večine sindhi muslimanov. Sindhi hindujci so večinoma nasprotovali ločitvi Sindha od Bombaja. Čeprav je Sindh imel kulturo verskega sinkretizma, skupne harmonije in strpnosti zaradi Sindhove močne sufijske kulture, v kateri so sodelovali tako sindhi muslimani kot sindhi hindujci, so tako muslimanska zemljiška elita, vaderas, kot hindujski trgovski elementi, banias, sodelovali v zatiranje večinoma muslimanskega kmečkega prebivalstva v Sindu, ki je bilo ekonomsko izkoriščano. Sindhi muslimani so sčasoma zahtevali ločitev Sinda od predsedstva Bombaja, čemur so nasprotovali Sindhi hindujci.
Na prvih provinčnih volitvah v Sindu po ločitvi od Bombaja leta 1936 so bili gospodarski interesi bistveni dejavnik politike, ki je temeljila na verskih in kulturnih vprašanjih. Zaradi britanske politike je bilo veliko zemlje v Sindu v desetletjih prešlo iz muslimanskih v hindujske roke. V Sindu so se povečale verske napetosti zaradi vprašanja Sukkur Manzilgah, kjer so se muslimani in hindujci prepirali glede zapuščene mošeje v bližini območja, svetega za hindujce. Muslimanska liga Sindh je izkoristila to vprašanje in se zavzemala za vrnitev mošeje muslimanom. Posledično je bilo zaprtih tisoč članov muslimanske lige. Sčasoma je vlada zaradi panike mošejo vrnila muslimanom. Ločitev Sindha od predsedstva Bombaja je spodbudila sindške muslimanske nacionaliste, da podprejo pakistansko gibanje. Čeprav so Pandžabu in severozahodni mejni provinci vladale stranke, sovražne do Muslimanske lige, je Sind ostal zvest Džinahu. Čeprav je vidni sindhi muslimanski nacionalist G. M. Syed sredi 1940-ih zapustil Vseindijsko muslimansko ligo in se njegov odnos z Džinahom ni nikoli izboljšal, je velika večina sindhi muslimanov podprla ustanovitev Pakistana in v njem videla svojo rešitev. Sindška podpora pakistanskemu gibanju je nastala iz želje sindškega muslimanskega poslovnega razreda, da bi izrinil svoje hindujske tekmece. Vzpon Muslimanske lige do stranke z najmočnejšo podporo v Sindu je bil v veliki meri povezan z njeno pridobitvijo verskih družin. Čeprav se je Muslimanska liga prej slabo odrezala na volitvah leta 1937 v Sindu, ko so lokalne sindške muslimanske stranke osvojile več sedežev, je Muslimanska liga pridobila podporo lokalnih pirov leta 1946, kar ji je pomagalo pridobiti oporo v provinci, in ni trajalo dolgo, da je velika večina sindskih muslimanov začela kampanjo za ustanovitev Pakistana.

#### Razdelitev (1947)
Leta 1947 nasilje ni predstavljalo glavnega dela sindskih izkušenj, za razliko od Pandžaba. V Sindu je bilo zelo malo primerov nasilja, deloma zaradi kulture verske strpnosti, ki je bila pod vplivom sufijev, in deloma zaradi tega, ker Sindh ni bil razdeljen in je namesto tega postal del Pakistana v celoti. Sindhi hindujci, ki so odšli, so to na splošno storili iz strahu pred preganjanjem in ne zaradi samega preganjanja zaradi prihoda muslimanskih beguncev iz Indije. Sindhi hindujci so razlikovali med lokalnimi sindhi muslimani in muslimani migranti iz Indije. Veliko število sindhi hindujcev je potovalo v Indijo po morju, v pristanišča Bombaj, Porbandar, Veraval in Okha.

## Demografija
Sindh ima drugi najvišji indeks človekovega razvoja od vseh pakistanskih provinc, in sicer 0,628. Popis prebivalstva Pakistana leta 2023 je pokazal 55,7 milijona prebivalcev.

### Religija
Religija v Sindhu glede na popis Pakistana 2023
Islam v Sindu ima dolgo zgodovino, začenši z zavzetjem Sinda s strani Mohameda Bin Kasima leta 712 n. št. Sčasoma se je večina prebivalstva v Sindu spreobrnila v islam, zlasti na podeželju. Danes muslimani predstavljajo 90 % prebivalstva in so bolj prevladujoči v mestih kot na podeželju. Islam v Sindu ima močan sufijski etos s številnimi muslimanskimi svetniki in mistiki, kot je sufijski pesnik Šah Abdul Latif Bhittai, ki je zgodovinsko živel v Sindu. Ena priljubljena legenda, ki poudarja močno prisotnost sufijev v Sindu, je, da je 125.000 sufijskih svetnikov in mistikov pokopanih na hribu Makli blizu Thatte. Razvoj sufizma v Sindu je bil podoben razvoju sufizma v drugih delih muslimanskega sveta. V 16. stoletju sta bila v Sindu uvedena dva sufijska tareeqata (redova) – Qadria in Nakšbandia. Sufizem še naprej igra pomembno vlogo v vsakdanjem življenju Sindijev.
Leta 1941, zadnji popis, opravljen pred delitvijo Indije, je bilo skupno prebivalstvo Sindha 4.840.795, od tega 3.462.015 (71,5 %) muslimanov, 1.279.530 (26,4 %) hindujcev, preostali pa so bili plemena, sikhi, kristjani, Parsi, džainisti, Judje in budisti.
Sindh ima tudi najvišji odstotek hindujcev v Pakistanu na splošno, ki predstavljajo 8,8 % prebivalstva, približno 4,9 milijona ljudi in 13,3 % podeželskega prebivalstva province glede na pakistansko poročilo o popisu leta 2023. Te številke vključujejo tudi načrtovano kastno populacijo, ki znaša 1,7 % celotnega prebivalstva v Sindu (ali 3,1 % na podeželskih območjih) in se domneva, da je premalo sporočeno, pri čemer so nekateri člani skupnosti namesto tega šteti pod glavno hindujsko kategorijo. Čeprav je pakistanski hindujski svet trdil, da v provinci Sindh živi 6.842.526 hindujcev, kar predstavlja približno 14,29 % prebivalstva regije. Okrožje Umerkot v puščavi Thar je edino večinsko hindujsko okrožje v Pakistanu. Tempelj Šri Ramapir v Tandoalahjarju, katerega letni festival je drugo največje hindujsko romanje v Pakistanu, je v Sindu. Sind je tudi edina provinca v Pakistanu, ki ima ločen zakon za urejanje hindujskih porok.
Ocene skupnosti iz leta 2020 so pokazale, da je populacija Sikhov v Sindu znašala približno 10.000 oseb, medtem ko je popis leta 2023 pokazal populacijo 5182 Sikhov.

### Jeziki
Po popisu leta 2023 je najbolj razširjen jezik v provinci sindhi, prvi jezik 33.462.299 60 % prebivalstva. Sledijo mu urdujščina 12.409.745 (22 %), paštunščina 2.955.893 (5,3 %), pandžabščina 2.265.471 (4,1 %), baločščina 1.208.147 (2,2 %), saraiki 913.418 (1,6 %) in hindko 830.581 (1,5), brahui 265.769, Mevati 57.059, Kašmiri 53.249, Balti 27.193, Šina 22.273, Košistani 14.885, 777 Kalaša in drugi so 1.151.650. Drugi manjšinski jeziki so Kutči, Gudžarati, Aer, Bagri, Bhaja, Brahui, Dhatki, Ghera, Goaria, Gurgula, Džadgali, Džandavra, Džogi, Kabutra, Kači Koli, Parkari Koli, Vadijari Koli, Loarki, Marvari, Sansi in Vaghri.
Mesto Karači je najbolj multietnično mesto v Sindu, ki gosti večino urdu govorečega prebivalstva province, ki tvori pluralnost, poleg številnih drugih skupin.

## Geografija
Sind je v zahodnem delu južne Azije in na zahodu meji na Iransko višavje. Geografsko je tretja največja provinca Pakistana, ki se razteza približno 579 kilometrov od severa proti jugu in 442 kilometrov (skrajno) ali 281 kilometrov (povprečno) od vzhoda proti zahodu, s površino 140.915 kvadratnih kilometrov pakistanskega ozemlja. Sind je omejen s puščavo Thar na vzhodu, gorovjem Kirthar na zahodu in Arabskim morjem ter Kaškim močvirjem na jugu. V središču je rodovitna ravnina ob reki Ind.
Sindh je razdeljen na tri glavne geografske regije: Siro ('zgornja država'), alias Zgornji Sindh, ki je nad Sehvanom; Vičolo ('srednja država') ali Srednji Sindh, od Sehvana do Hiderabada; in Lāṟu ('nagnjena, padajoča dežela') ali Spodnji Sindh, večinoma sestavljen iz Indove delte pod Hiderabadom.

### Rastlinstvo
Pokrajina je večinoma sušna z redko vegetacijo, razen namakane doline Inda. Drevesa pritlikave palme, Acacia rupestris (senegalia, kher) in Tecomella undulata (lohira) so značilne za zahodno hribovje. V dolini Inda prevladuje Acacia nilotica (babul, babur, arabski gumi) in se pojavlja v gostih gozdovih ob bregovih Inda. Azadirachta indica (neem, nim), Zizyphys vulgaris (bir, ber), Tamarix orientalis (jujuba lai) in Capparis aphylla (karira) so med bolj pogostimi drevesi.
Mango, datljeve palme in nedavno uvedena banana, gvajava, pomaranča in [[sapodila[[ (Manilkara zapota) so tipična sadna drevesa. Obalni pas in potoki so bogati s polvodnimi in vodnimi rastlinami, obalni otoki delte Inda pa imajo gozdove mangrove Avicennia tomentosa (timer) in Ceriops candolleana (čaunir, ostrogasta ali indijska mangrova). Vodne lilije rastejo v izobilju v številnih jezerih in ribnikih, zlasti v spodnjem delu regije Sindh.

### Živalstvo
Med divjimi živalmi v zahodnem skalnem območju najdemo sindskega kozoroga (Capra aegagrus blythi, sareh), indijsko antilopo (Antilope cervicapra), uriala in azijskega črnega medveda (Ursus thibetanus). Leopard je zdaj redek in azijski gepard je izumrl. Pirrang (ribiška tigrasta mačka) iz vzhodne puščavske regije prav tako izginja. Jelen se pojavlja v nižjih skalnatih planotah in v vzhodni regiji, tako kot progasta hijena (čarakh), šakal, lisica, ježevec, navadni sivi mungos in pravi jež. Sindski pekari, rdečerjavi ris (Lynx rufus) in karakal živijo na nekaterih območjih. Indijski jelen (Axis porcinus) in medved se pojavljata zlasti v osrednjem poplavnem pasu. Tu so netopirji, kuščarji in plazilci, vključno s kobro, lundijem (gadom) in skrivnostnim sindskim kraitom (Bungarus) iz regije Thar, ki naj bi žrtvi v spanju posrkal sapo. Nekaj nenavadnih opažanj azijskih gepardov se je zgodilo leta 2003 blizu meje z Beludžistanom v gorovju Kirthar. Redka ovratničarka (Chlamydotis undulata) meni, da je toplo podnebje Sindha primerno za počitek in parjenje. Žal jo lovijo domačini in tujci.
Krokodili so redki in naseljujejo samo zaledne vode Inda, vzhodni kanal Nara in zaledne vode Karačija. Poleg velikega števila morskih rib morja vzdolž obale Sindha pogosto obiščejo indo-pacifiški grbasti delfin (Sousa chinensis), belokljuni pisani delfin (Lagenorhynchus albirostris), brazdasti kit (Balaenoptera) ali sinji kit in skati. Pallo (soboljevka Anoplopoma fimbria), morska riba, se vsako leto od februarja do aprila povzpne v Ind, da bi se drstila. Indski rečni delfin je med najbolj ogroženimi vrstami v Pakistanu in ga najdemo v delu reke Ind v severnem Sindu. Predvsem v osrednjem poplavnem pasu se pojavljata jelenjad in  medved.
Čeprav ima Sindh polsušno podnebje, zaradi svojih obalnih in rečnih gozdov, ogromnih sladkovodnih jezer, gora in puščav Sindh podpira veliko količino raznolikih prostoživečih živali. Zaradi polsušnega podnebja Sindha izpuščeni gozdovi podpirajo povprečno populacijo šakalov in kač. Narodni parki, ki jih je ustanovila pakistanska vlada v sodelovanju s številnimi organizacijami, kot sta Svetovni sklad za naravo in Sindh Wildlife Department, podpirajo ogromno različnih živali in ptic. Narodni park Kirthar v pogorju Kirthar se razprostira na več kot 3000 km² puščave, zakrnelih drevesnih gozdov in jezera. KNP podpira sindške kozoroge, divje ovce (urial) in črnega medveda ter redkega leoparda. Obstajajo tudi občasna opažanja sindskega pekarija, risa ali karakala. Obstaja projekt za uvedbo tigrov in azijskih slonov v KNP blizu velikega jezera Hub Dam. Med julijem in novembrom, ko monsunski vetrovi pihajo na obalo z oceana, orjaške zelenkaste želve (Lepidochelys olivacea) izležejo jajca ob morski strani. Želve so zaščitene vrste. Ko samice izležejo in jih pustijo zakopane pod peskom, uradniki SWD in WWF vzamejo jajca in jih zaščitijo pred plenilci, dokler se ne izležejo.
- Sindski kozorog (Capra aegagrus blythi), simbol province[63]
- Črna jerebica (Melanoperdix niger), ptica province[64]
- Azadirachta indica (neem), drevo province[65]

### Podnebje
Sindh leži v tropskem do subtropskem območju; poleti je vroče, pozimi pa blago do toplo. Temperature se med majem in avgustom pogosto dvignejo nad 46 °C, najnižja povprečna temperatura 2 °C pa se pojavi decembra in januarja v severnih in višjih predelih. Letna količina padavin v povprečju znaša približno sedem centimetrov in pada predvsem julija in avgusta. Jugozahodni monsunski veter se začne sredi februarja in traja do konca septembra, medtem ko hladen severni veter piha v zimskih mesecih od oktobra do januarja.
Sindh leži med dvema monsunoma – jugozahodnim monsunom iz Indijskega oceana in severovzhodnim ali umikajočim se monsunom, ki ga k sebi usmerjajo himalajske gore – in se izmika vplivu obeh. Pomanjkanje padavin v regiji se kompenzira s poplavljanjem Inda dvakrat letno, ki ga povzroči spomladansko in poletno taljenje himalajskega snega in padavine v monsunski sezoni.
Sindh je razdeljen na tri podnebne regije: Siro (zgornja regija s središčem v Džacobabadu), Vičolo (srednja regija s središčem v Hiderabadu) in Lar (spodnja regija s središčem v Karačiju). Toplotni ekvator poteka skozi zgornji Sindh, kjer je zrak na splošno zelo suh. Temperature v osrednjem Sindu so na splošno nižje od tistih v zgornjem Sindu, a višje od tistih v spodnjem Sindu. Poleti so značilni suhi, vroči dnevi in hladne noči. Najvišja temperatura v osrednjem Sindu običajno doseže 43–44 °C. Spodnji Sindh ima blažje in vlažno morsko podnebje, na katerega vplivajo jugozahodni vetrovi poleti in severovzhodni vetrovi pozimi, z manj padavin kot v osrednjem Sindu. Najvišja temperatura v Spodnjem Sindu doseže približno 35–38 °C. V pogorju Kirthar na višini 1800 m in višje na hribu Gorakh in drugih vrhovih v okrožju Dadu so zabeležili temperature blizu ledišča, pozimi pa je bilo kratkotrajno sneženje.

### Večja mesta
Po popisu leta 2023 obstajata dve megamesti, več kot deset milijonskih mest in 100 mest s 100.000 prebivalci ali več. Od teh 100 mest jih je 58 v najbolj naseljeni provinci države Pandžab, 22 v Sindhu, 11 v Khyber Pakhtunkhva, šest v Beludžistanu, dve v Azad Kašmirju in eno v glavnem ozemlju Islamabada. Ni znano, ali ima Gilgit-Baltistan kakšno mesto z več kot 100.000 prebivalci ali ne, saj Gilgit-Baltistan še ni javno objavil rezultatov popisa leta 2017. Tako kot ob prejšnjem popisu leta 1998 je bilo največje mesto Gilgit-Baltistana Gilgit s 56.701 prebivalci. Sledijo:
- Karači 18.868.021 prebivalcev
- Lahore 13.004.135
- Faisalabad 3.691.999
- Ravalpindi 3.357.612
- Gudžranvala 2.511.118
- Multan 2.215.381
- Hiderabad 1.921.275
- Pešavar 1.905.975
- Quetta 1.565.546
- Islamabad 1.108.872
- Sukur 563.851

## Gospodarstvo
Gospodarstvo Sindha je 2. največje od vseh provinc v Pakistanu. Velik del gospodarstva Sindha je pod vplivom gospodarstva Karačija, največjega mesta in gospodarske prestolnice države. V preteklosti je bil prispevek Sindha k pakistanskemu BDP med 30 % in 32,7 %. Njegov delež v storitvenem sektorju se je gibal od 21 % do 27,8 %, v sektorju kmetijstva pa od 21,4 % do 27,7 %. Z vidika uspešnosti je njegov najboljši sektor predelovalni sektor, kjer se njegov delež giblje od 36,7 % do 46,5 %. Od leta 1972 se je BDP Sindha povečal za 3,6-krat.
Obdarjen z dostopom do obale, je Sindh glavno središče gospodarske dejavnosti v Pakistanu in ima zelo raznoliko gospodarstvo, ki sega od težke industrije in financ s središčem v in okolici Karačija do znatne kmetijske baze ob Indu. Proizvodnja vključuje strojne izdelke, cement, plastiko in različne druge izdelke.
Kmetijstvo ima pomembno vlogo v Sindu z bombažem, rižem, pšenico, sladkornim trsom, bananami in mangom kot najpomembnejšimi pridelki. Največji in kakovostnejši riž pridelajo v okrožju Larkano.
Sind je najbogatejša provinca z naravnimi viri plina, nafte in premoga. Polje Mari Gas je največji proizvajalec zemeljskega plina v državi s podjetji, kot je Mari Petroleum. Polje premoga Thar vključuje tudi veliko nahajališče lignita.

## Turizem
Pokrajina vključuje številne pomembne zgodovinske znamenitosti. Indska civilizacija je bila civilizacija iz bronaste dobe (zrelo obdobje 2600–1900 pr. n. št.), ki je imela središče večinoma v Sindu. Sind ima številne turistične kraje, med katerimi so najvidnejše ruševine Mohendžo-daro v bližini mesta Larkane. Islamska arhitektura je precej vidna, pa tudi kolonialna mesta in mesta po delitvi. Poleg tega so naravne znamenitosti, kot je jezero Mančar, vedno bolj vir trajnostnega turizma v provinci.ref name=":0">Mangan, Tehmina; Brouwer, Roy; Lohano, Heman   Das; Nangraj, Ghulam   Mustafa (1. april 2013). »Estimating the recreational value of Pakistan's largest freshwater lake to support sustainable tourism management using a travel cost model«. Journal of Sustainable Tourism. 21 (3): 473–486. doi:10.1080/09669582.2012.708040. ISSN 0966-9582.</ref>

### Pomembna mesta
Sindh ima številne turistične kraje, med katerimi so najpomembnejše ruševine Mohendžo-daro blizu mesta Larkana. Islamska arhitektura je precej vidna v provinci z mošejo Šaha Džahana v Thatti, ki jo je zgradil mogulski cesar Šah Džahan in številnimi mavzoleji, ki so posejani po provinci, vključno z zelo starim mavzolejem Šahbaza Kalanderja, posvečenim sufiju, rojenemu v Iranu, in čudovitim mavzolejem Mohameda Alija Džinaha, znanega kot Mazar-e-Quaid v Karačiju.
Palača Mohatta, muzej v Karačiju, ki ga je leta 1927 zgradil Šivratan Čandraratan Mohatta, hindujski poslovnež Marvari. Ob razdelitvi podceline leta 1947 je palačo Mohatta pridobila novoustanovljena pakistanska vlada za svoje ministrstvo za zunanje zadeve. Frerejeva dvorana je ena najlepših arhitektur britanske kolonialne dobe, ki je ena najpomembnejših turističnih točk v Karačiju. Palačo je zgradil Sir Henry Bartle Frere. Gradnja se je začela leta 1863, proces gradnje pa je bil končan v 2 letih leta 1865. Faiz Mahal je palača v Khairpurju v Sindu. Leta 1798 ga je zgradil Mir Sohrab Kan, ki pripada družini Talpur. To je primer arhitekturne odličnosti, svet, ločen od današnjih kamnitih struktur, je nesporen.